# Hemidactylus scabriceps
Espèce
Synonymes
- Teratolepis scabriceps Annandale, 1906

Statut de conservation UICN

 DD  : Données insuffisantes
Hemidactylus scabriceps est une espèce de geckos de la famille des Gekkonidae.

## Répartition
Cette espèce se rencontre au Tamil Nadu en Inde et au Sri Lanka.

## Publication originale
- (en) Annandale, 1906 : Notes on the fauna of a desert tract in southern India. Part. I. Batrachians and reptiles, with remarks on the reptiles of the desert region of the North-West Frontier. Memoirs of the Asiatic Society, vol. 1, p. 183-202.